# ヘルベルト・フリッチュ
ヘルベルト・フリッチュ（独語:Herbert Fritsch、1951年 - ）は、ドイツの演出家、俳優、マルチメディア・アーティスト。バイエルン州アウクスブルク出身、ベルリン在住。

## 略歴
ミュンヘンのオットー・ファルケンベルク学校で俳優教育を受け、ドイツをはじめとして、複数の国で俳優として活躍。1990年から2007年にはベルリン・フォルクスビューネに所属し、フランク・カストルフやクラウス・パイマンの作品で大きな役割を担っていた。同時に映画監督として、「hamlet_X GbRプロダクション」を起こし、六〇本ほどの短編映画と一本の長編映画を製作。2009年にはオーバーハウゼン国際短編映画祭で回顧特集上映も行われた。フリッチュが開発し、特許を取った３Ｄの特殊技術による作品の展覧会も、ドイツやスイスなど各地で行われている。
2007年にフォルクスビューネの所属を離れてからは、主に演出家として活動し、同劇場のみならず、ハンブルク・タリアテアター、シャウシュピール・ケルン、オーバーハウゼン劇場など、ドイツ国内の様々な劇場で作品を発表している。2011年にはイプセン『人形の家』、ハウプトマン『ビーバーの毛皮』の二作品がベルリン演劇祭に招聘された。また、2012年には『スパニッシュ・フライ』がベルリン演劇祭に招聘され、『人形の家』がオスロ･イプセン演劇祭に招聘されている。
2009年、ゴルダナ・カサノヴィッチ俳優賞を受賞。